# Дело Виталия Маркива
Дело Виталия Маркива — дело по обвинению Виталия Маркива, бывшего заместителя командира взвода добровольческого батальона Национальной гвардии Украины, в убийстве гражданских лиц в ходе боёв за Славянск в мае 2014 года вследствие российского вторжения на территорию Украины. В июле 2019 года, рассмотрев дело, итальянский суд приговорил Маркива к 24 годам тюремного заключения за убийство итальянского журналиста Андреа Роккелли.
3 ноября 2020 года Миланский апелляционный суд оправдал Виталия Маркива и отменил приговор ему.

## Биография обвиняемого
Виталий Михайлович Маркив (укр. Віталій Михайлович Марків (также Марков) родился 16 августа 1989 года в городе Хоростков Тернопольской области на Украине.
В возрасте 16 лет переехал в Италию со своей сестрой и получил итальянское гражданство. Работал диджеем. В конце 2013 года вернулся на Украину, чтобы принять участие в акциях протеста на «Евромайдане».
В 2014 году вступил в Национальную гвардию Украины и принял участие в боях за Славянск в должности заместителя командира взвода батальона Национальной гвардии Украины имени генерала Сергея Кульчицкого.

## Дело об убийстве журналистов
Уголовные дела по факту убийства журналистов Андреа Роккелли и Андрея Миронова, имевшего место недалеко от города Славянск Донецкой области в мае 2014 года, возбудили и расследовали следственные органы трёх стран — Украины, Италии и России. Представители ДНР утверждали, что журналисты были убиты украинскими военными. Официальные украинские власти, в свою очередь, возложили ответственность за убийство журналистов на формирования ДНР. В 2016 году журналисты Новой газеты пытались получить информацию о ходе расследования этого убийства от следственных органов Украины, России и Италии, но ни одно из этих ведомств не предоставило им никакой информации. Только украинские следственные органы сообщили им, что свой 40-страничный отчёт о расследовании они отправили итальянским коллегам. В мае 2017 года своё расследование убийства опубликовала итальянская газета La Repubblica. Это журналистское расследование опирается на слова адвоката родственников Роккелли, который заявил, что украинские следственные органы направили своим итальянским коллегам бесполезные свидетельства, а также обвинил украинских следователей в том, что они создают препятствия для расследования убийства журналистов, и что руководитель следственной группы в Милане отправил своим украинским коллегам запрос о повторном расследовании. Родственники убитого итальянского журналиста считают, что смерть Роккелли не была случайной, поскольку в момент обстрела Роккелли фотографировал стоящий на железнодорожных путях поезд, там же, где и в предыдущие дни. Журналист Вильям Рогелон, получивший ранения ног во время этого обстрела, заявил, что, по его мнению, стрелявшие целились именно в тот автомобиль, в котором были журналисты. Отец убитого итальянского журналиста сказал, что украинские следователи в материалах расследования уголовного дела, направленного ими в Италию, прислали сведения о вскрытии тела Андреа Роккелли и сообщили о перестрелках между украинской армией и пророссийскими военными, произошедших по вине российской стороны.
Маркив являлся подозреваемым по уголовному делу, которое расследовали итальянские правоохранительные органы, и был задержан 30 июня 2017 года при въезде в Италию.
В деле в качестве свидетелей участвовали три итальянских журналиста (Марчелло Фаучи, Илария Морани, Франческа Вольпи). Они утверждали, что несколько раз общались с Маркивым в ходе своей журналистской работы, так как он был одним из немногих украинских военнослужащих, владеющих итальянским языком. Интересы Маркива представлял адвокат Раффаэле Делла Валле (итал. Raffaele Della Valle), который утверждал, что журналисты были убиты в результате обстрела, проведённого поддерживаемыми Россией силами. Также на процессе в качестве свидетеля обвинения выступал Вильям Рогелон.
Маркиву было предъявлено обвинение в умышленном убийстве по предварительному сговору с группой лиц итальянца Андреа Роккелли и его русского переводчика Андрея Миронова 24 мая 2014 года. По версии обвинения, находясь на горе Карачун, Маркив передал подразделению ВСУ информацию об обнаруженных им в ходе наблюдения журналистах. В результате миномётного обстрела Роккелли и его российский коллега Андрей Миронов погибли на месте, а французский фотокорреспондент Вильям Рогелон получил тяжёлые ранения, как и двое граждан Украины, личности которых не установлены.
Суд проходил в итальянском городе Павия. В последнем слове Маркив сказал, что является украинским военным, простым солдатом, патриотом и что он всегда будет защищать Украину.
Представлявший гособвинение в суде прокурор Андреа Дзанончелли просил приговорить Маркива к 17 годам лишения свободы, но в итоге суд приговорил его к 24 годам лишения свободы. На суде была объявлена только резолютивная часть приговора, а мотивировочная часть должна быть написана в течение 90 дней — максимально возможного срока для мотивировочной части. После написания мотивировочной части приговора станет возможной подача апелляции. Адвокат Маркива заявил о своём несогласии с приговором и анонсировал подачу апелляционной жалобы.
Также по делу об убийстве журналистов итальянская прокуратура возбудила уголовное дело в отношении Богдана Маткивского как непосредственного командира Маркива. А поскольку Маткивский прилетал в Италию для поддержки Маркива в судебном процессе, то обратно он улетал в сопровождении украинских консульских работников.

### Реакция на решение суда
Мы хотели бы, чтобы этот процесс стал сдерживающим фактором для тех, кто считает, что может безнаказанно заставить замолчать журналистов, нейтрализовать взгляд фотографов. Для тех, кто считает, что может прикрывать уголовные преступления патриотическими алиби и опечатывать их официальной пропагандой— Родители Андреа Роккелли, La Repubblica
Адвокат Виталия Маркива и известный итальянский правозащитник Рафаэль Делла Валле осудил решение суда и назвал его политически мотивированным:

Я никогда не видел такого абсурдного вердикта за все 56 лет моей карьеры. Это позор.— Рафаэль Делла Валле, Atlantic Council
Итальянское отделение организации Amnesty international приветствовало решение суда:

Мы опасались, что во имя хороших отношений между Италией и Украиной и сильного давления со стороны Киева не будет никакого наказания. Это оказалось не так, и мы очень довольны этим.— Amnesty international
Французский фотокорреспондент Вильям Рогелон после суда заявил:

Украинское государство и его солдаты признаны виновными в убийстве журналиста Андреа Роккелли и Андрея Миронова. Французское правосудие теперь имеет доступ ко всем доказательствам и может спокойно делать свою работу.— Вильям Рогелон
Маурицио Марроне, глава Представительства ДНР в Италии:

Рим немедленно должен потребовать от украинского президента Зеленского публичного извинения за убийство Роккелли. Если этого не произойдёт, то единственной достойной реакцией должно быть прерывание любых отношений политического и военного сотрудничества с киевским правительством. Как может итальянское правительство по-прежнему разговаривать с теми, кто считает убийцу итальянцев героем войны?— Маурицио Марроне
Министр внутренних дел Украины Аваков встал на защиту Маркива и назвал его героем.

Наш гвардеец и Украина не виновны в смерти Рокелли. Он стал жертвой агрессии со стороны России, которая развязала в Славянске войну… Мы продолжим борьбу.— Арсен Аваков, Министр МВД Украины
Украинское «Громадское телевидение» утверждало, что, согласно показаниям свидетелей, в 2014 году на вооружении батальона генерала Кульчицкого не было миномётов. Самым тяжёлым оружием, которым он располагал, были противотанковые гранатомёты с эффективной дальностью стрельбы, которая также намного меньше, чем рассматриваемая дистанция. По словам Мирослава Гая, ветерана боевых действий и сослуживца Маркива, по состоянию на 24 мая 2014 года (день происшествия) в общей сложности около 30 военнослужащих батальона генерала Кульчицкого находились на горе Карачун. Там не было «командира», от пяти до шести человек отвечали за каждый конкретный вид работ. Человек, который координировал их, не был уполномочен отдавать приказы об открытии огня, и никто этого не делал.
Также «Громадское телевидение» заявило следующее:

...суд над Маркивым стал, по сути, судом над Украиной! Это отлично понимали в Москве, и, с учетом продажности итальянцев - о чём я уже писал, Москва, вне всякого сомнения, использовала коррупционные инструменты на полную мощность. Попросту говоря, всё павианское правосудие, было скуплено Москвой с потрохами и с калом в кишках, о чём свидетельствует и приговор: 24 года тюрьмы против 17, которых требовала прокуратура. Очевидно, павианским судьям отслюнявили не скупясь, так что у них от изумления захлопали глаза, и они постарались отработать по полной, надеясь на следующие заказы. А они будут эти заказы, поскольку приговор Маркиву создал прецедент, позволяющий преследовать всех военнослужащих ВСУ, участвовавших в АТО, если их удастся застать за границей.— Сергей Ильченко
Президент Украины Зеленский поручил МИДу и Генпрокуратуре Украины решить вопрос о возвращении Маркива на родину.
31 августа 2020 года Арсен Аваков заявил, что Национальной полицией Украины получены доказательства невиновности Маркива.

#### Митинги и пикеты
12 июля в Киеве у посольства Италии прошёл митинг в поддержку Маркива.
15 июля около 10 украинцев вышли протестовать против приговора Маркиву перед зданием генерального консульства Италии в Нью-Йорке.

### Оправдание
3 ноября 2020 года апелляционный суд Милана, признав вооружённые силы Украины виновными в убийстве журналистов, признал Маркива полностью невиновным. 4 ноября президент Владимир Зеленский принял у себя Виталия Маркива.

## Видео
- Репортаж Громадского телевидения о процессе над Маркивым